# Хазанов, Юрий Самуилович
Юрий Самуилович Хазанов (28 августа 1920, Москва — 7 мая 2020, Москва) — русский писатель, переводчик.

## Биография

### Происхождение
Родился в Москве в еврейской семье. Отец Юрия Хазанова накануне революционных событий 1917 года окончил юридический факультет Московского университета, работал в хлебо-фуражном управлении. Мать родилась в Курске в семье железнодорожного служащего; в начале XX века семья переехала в Москву, где её отец служил счетоводом у владельца дома на Большой Никитской, а сама она окончила консерваторию по классу К. Н. Игумнова, впоследствии преподавала английский язык. Её дядя (по отцу) был в своё время издателем «Нижегородского листка». Двоюродная сестра матери Надежда Вольпин — переводчик зарубежной литературы, мать Александра Есенина-Вольпина, сына Сергея Есенина. Отец был арестован по делу Промпартии, но вскоре отпущен.
Хазанов поступил в Ленинградскую военно-транспортную академию, откуда ушёл на войну. После войны окончил Московский городской педагогический институт имени В. П. Потёмкина (1952). Преподавал в школе, затем занялся литературой.
Награждён медалями. Близкий друг и соавтор Юлия Даниэля, о котором написал воспоминания. Жена — Римма Хазанова.

### Творческая деятельность
В 1950-х гг. занялся сначала переводами стихов и прозы — в основном с английского, потом рассказами для детей. Вдова расстрелянного члена Еврейского антифашистского комитета, еврейского поэта Переца Маркиша, составляя посмертный поэтический сборник мужа, привлекла к этой работе начинающего переводчика Хазанова. Переводы с английского, грузинского, армянского, узбекского, татского, туркменского, осетинского, адыгейского, башкирского. Член Союза писателей СССР (1968). С 1980-х гг. писал и для взрослых. Автор романизированных мемуаров («Знак Вирго»; «Мир и война»; «Малая Бронная, 12»; «Лубянка,23»; «Черняховского, 4-А»). Один из составителей московского литературного альманаха «Складчина» (2004 —).
О повести «Жизнь и приключения Маэлса Кандидова»:

Какая весёлая книга! Какая грустная книга! Какая странная книга! Автор обозначил жанр, как «повесть в 36 эпизодах». В каждом — отражён наш странный, неправдоподобный и очень страшный мир. В нём родился и живёт человек, которого ортодоксальные или напуганные родители назвали именем Маэлс, что означает: «Маркс, Энгельс, Ленин, Сталин». Но, невзирая на экзотичность имени, которое быстро переменили на «Михаил», Маэлс ведёт себя, как абсолютно нормальный, с хорошими задатками, человек. Иногда мне кажется, что книга построена по принципу комических картин, которые выпускались на заре кинематографа. С человеком происходят трагические для него вещи, а публика надрывает животики от смеха, наблюдая, как у героя всё «не так», всё не получается. Мир, изображённый в книге, узнаваем во всех мелочах этой пошлой и насквозь лживой жизни. Её персонажи нам, по большей части, неприятны — со своей типично «совковой» психологией, со своим языком, представляющим странную смесь блатного и английского. И тем более трогает, когда в повествовании об этих молодых и немолодых людях ощущаешь жалость к ним автора, сострадание взрослого, много повидавшего человека к этим существам, которых выбрасывает на обочину мощная центробежная сила (критик Лев Разгон).

## Произведения

### Проза. Стихи
- Укротители черепах: рассказы / Илл. Г. Алимова. — М.: Детская литература, 1963. — 144 с.: ил.
- Как я ездил в командировку: рассказы / Илл. Г. Алимова. — М.: Детская литература, 1964. — 160 с.: ил.
- Кап, иди сюда!: повесть и рассказы / Илл. Г. Алимова. — М.: Детская литература, 1965. — 160 с.: ил.
- Рассказы: рассказы / Илл. В. Винокура. — М.: Детская литература, 1970. — 36 с.: ил.
- Троллейбус в траве: повесть и рассказы / Илл. В. Нагаева. — М.: Детская литература, 1971. — 192 с.: ил.
- Сокровища Кривого Хусейна: Рассказы. М., 1972
- Я — Робин Гуд: Рассказы. М., 1972; Прага, 1980
- Юниоры, или Путь на Лазурный берег: Повести. М., 1974
- Кира-Кирюша, Вова и Кап: Рассказы. М., 1976
- Переходный возраст: Повести. М., 1977
- Мой марафон: Повесть, рассказы. М., 1983
- Укол рапиры: Рассказы, повести. М., 1989
- Жизнь и приключения Маэлса Кандидова: Повесть в 34-х эпизодах. — Тель-Авив: Лим, 1989. — 249 с.
- Фига, вынутая из кармана. Стихи. М., 1991
- Знак Вирго. Роман. M., 1999
- Мир и война. Роман. M., 2000
- Малая Бронная. Роман. M., 2001
- Лубянка, 23. Роман. M., 2005
- Черняховского, 4-А. Роман. M., 2009
- И вообще… Стихи. M., 2010
- Долгое замыкание (20 «листков» древней, и не очень, истории в 2-х частях с приложением рассказов, стихов и «сказиро́нов»). М., 2014

### Переводы
- Дарчиев Д. Мой салам. Орджоникидзе, 1963
- На что похоже небо: Стихи дагестанских поэтов. М., 1963
- Кукуллу А. Выбор пути. М., 1965
- Шомахов А. Неудачник Мухадин. М., 1966
- Басиев М. Когда мне весело, а когда нет. Орджоникидзе, 1967
- Бонтан А., Хьюз Л. Попо и Флорина. М., 1968
- Царукаев В. Петушиный бой. Орджоникидзе, 1968
- Асеков И. и другие. Верблюжонок. М., 1969
- Макклоски Р. Приключения Гомера Прайса: повесть-сказка / Роберт Макклоски; [пер. с англ. Ю. Хазанов]; худож. Е. Медведев. — М.: Детская литература, 1969. — 190 с.: ил.
- Дамдинов Н. С. Буквы на снегу. М., 1971
- Шомахов А. Хашир и Башир. М.. 1972
- Бадмаев Ц. Б. Готовое седло. М., 1974
- Кодалаев Г. З. Башня. М., 1977
- Царукаев В. Одуванчик. Орджоникидзе, 1977
- Зоидзе Ш. Батумский дождь. М., 1979
- Басиев М. Семь сестёр. Орджоникидзе, 1982
- Геттуев М. И. Приключения Шалавов. М., 1982
- Рашидов Р. Я и тень моя. Махачкала, 1984
- Норман Линдси. Волшебный пудинг, или Невероятные приключения Гумми, Кляпа, Размахая и Укусила. М., 1995